# Fritz Schedler
Fritz Schedler (* 18. Oktober 1889 in Altstätten; † 17. Mai 1937 in Rebstein) war ein Schweizer Komponist.

## Leben
Er wuchs im St. Galler Rheintal auf, studierte Physik und Philosophie in Zürich. Zwischen 1912 und 1915 lebte er in Berlin, wo er bei Philipp Rüfer Komposition studierte. Er arbeitete als Pianist, Bassist und Geiger in diversen Tanzkapellen der Stadt und nahm am musikalischen Leben der Stadt teil. er besuchte die Sing-Akademie zu Berlin. Dennoch blieben ihm zeitlebens öffentliche Aufführungen seiner Werke verwehrt. Nach dem Ausbruch des Ersten Weltkrieges kehrte er zurück in die Schweiz. Von 1919 bis zu seinem Tod 1937 arbeitete er als Lehrer in St. Gallen und Rebstein SG und widmete sich in seiner Freizeit dem Komponieren.

## Schaffen
Sein weitgehend unerforschtes musikalisches Werk besteht aus vielen kurzen Liedern und Kanons, meist auf eigene Texte, sowie einer Reihe von musikdramatischen und oratorischen Kompositionen, die alle Fragmente geblieben sind. Als Hauptwerk dürfte sein ebenfalls Fragment gebliebenes Musikdrama Beide Brunnen gelten, das von Wagnerianischem Umfang ist. Seit 2012 bemühen sich die Sing-Akademie zu Berlin sowie die Liedertafel um die Erst- und Wiederaufführung seines Vokalwerks.

## Werke
- Das heilige Dings! – Oratorienfragment zu Tristram Shandy für Sprecher, Chor und Solisten, Blockflöte, Harmonium, Perkussion und Klavier. 1913 $
- Beide Brunnen – ein Musikdrama zu Hans im Glück. Fragment 1910–1937
- Skizzen einer Faust-Oper 1914
- Viele Lieder für Gesang und Klavier.
- Diverse kurze Chorstücke